# Служебный роман
«Служе́бный рома́н» — советский двухсерийный художественный фильм, снятый на киностудии «Мосфильм» в 1977 году, лирическая трагикомедия режиссёра Эльдара Рязанова. Являлся лидером проката 1978 года — тогда его посмотрели свыше 58 млн зрителей. Удостоен Государственной премии РСФСР имени братьев Васильевых в 1979 году.

## История создания
В 1971 году Эльдар Рязанов вместе со своим постоянным соавтором Эмилем Брагинским написал пьесу «Сослуживцы» — как первую часть дилогии, второй частью которой стали «Родственники».
В том же году пьеса была поставлена в Москве — в Театре им. Вл. Маяковского и в Ленинграде — в Театре комедии, а затем и в десятках провинциальных театров. Всюду «Сослуживцы» шли с неизменным успехом, который побудил Эльдара Рязанова снять на основе пьесы фильм. Но непосредственным толчком по свидетельству самого режиссёра стала неудачная на его взгляд телепостановка комедии — телеспектакль «Сослуживцы» 1973 года.
Премьера фильма состоялась в Москве 26 октября 1977 года. «Служебный роман» сразу стал одним из самых популярных советских фильмов, а в 1979 году был удостоен Государственной премии РСФСР.

## Сюжет
Фильм повествует о жизни нескольких сотрудников обычного московского учреждения.
Людмила Прокофьевна Калугина (Алиса Фрейндлих) — директор этого «статистического учреждения». Она ответственна, строга, что свойственно многим начальникам, на отличном счету у руководства, но при этом неприметна и одинока. В коллективе её за глаза называют «Мымрой», хотя на самом деле Людмиле Прокофьевне всего 36 лет.
Анатолий Ефремович Новосельцев (Андрей Мягков) — её подчинённый, старший статистик. Ему за 40. Имеет двух сыновей, которых ему, уйдя к другому, оставила жена и с которыми непрерывно происходят разного рода инциденты. Лучший друг Новосельцева с институтских времён — Ольга Петровна Рыжова (Светлана Немоляева), коллега, она работает за соседним столом и в минуту невзгод всегда приходит на помощь.
Анатолий Ефремович мечтает о повышении — освободилось место начальника отдела лёгкой промышленности. И вот однажды заместителем директора назначают недавно вернувшегося из-за границы Юрия Григорьевича Самохвалова (Олег Басилашвили) — давнего институтского приятеля Новосельцева и бывшего возлюбленного Ольги Рыжовой. Самохвалов достаточно обеспечен, удачно женат, живёт с шиком. Ему, разумеется, понадобятся «свои люди» на новом месте, поэтому Самохвалов пытается намекнуть Людмиле Прокофьевне на Новосельцева как на приемлемый вариант для назначения на вакантное место, но эта кандидатура не находит поддержки. Тогда Юрий Григорьевич советует своему другу приударить за Калугиной вечером у него дома, где планируется отпраздновать назначение. Новосельцев, несмотря на то, что смертельно боится Людмилы Прокофьевны, всё равно соглашается с предложением Самохвалова. Уединившись с Калугиной, Анатолий Ефремович пытается угостить ее коктейлем, завести разговор, но Людмилу Прокофьевну ни он, ни предметы разговора не интересуют. Новосельцев уходит, но потом возвращается в несколько подвыпившем состоянии и опять пытается развлечь Людмилу Прокофьевну стихами, песнями и танцами. Попытки угодить надоедают Людмиле Прокофьевне, и она выгоняет Новосельцева, а тот в ответ высказывает своему директору в присутствии коллег всё, что о ней думает. После этого Людмила Прокофьевна уезжает домой.
Утром Самохвалов советует Новосельцеву срочно извиниться перед Калугиной за вчерашнее. Людмила же Прокофьевна, которую слова Анатолия Ефремовича, видимо, не только обидели, но и заставили задуматься, просит секретаршу принести его личное дело, о чём Верочка (Лия Ахеджакова) тут же сообщает Новосельцеву. Анатолий Ефремович, уверенный, что его увольняют за хулиганство, тем не менее, всё равно идёт к Людмиле Прокофьевне извиняться. Но делает это так нелепо и неуклюже, что доводит директора до слёз. Впрочем, увидев эти слёзы, Новосельцев сопереживает несчастной женщине настолько искренне и человечно, что Калугина неожиданно для себя самой разрешает себе наконец выговориться. Чуть успокоившись, Людмила Прокофьевна рассказывает ему о своём одиночестве и обыденности жизни директора, которая превратила её в «старуху». После этого признания Новосельцев защищает Людмилу Прокофьевну от друзей, ждущих его у кабинета и по традиции назвавших Калугину «старухой». Этим же вечером Новосельцев, не застав Калугину в кабинете, разыгрывает для себя сценку, как будто его назначают на желанную должность. К этой сценке «подключается» возвратившаяся Людмила Прокофьевна, которая прекрасно понимает, зачем Анатолий Ефремович остался на работе допоздна.
Тем временем у Ольги проснулись прежние чувства к Самохвалову. Она пишет ему письмо, которое просит передать ему через Верочку. Та, в свою очередь, читает письмо, и в результате о содержимом письма узнаёт весь коллектив. Самохвалов просит Ольгу забыть об этих чувствах, так как это может скомпрометировать его перед сослуживцами и женой.
Новосельцев, после откровенного человеческого разговора уже не из корысти, а всерьёз заинтересовавшись Калугиной, тайно дарит ей цветы. Увидев этот подарок, Калугина, догадавшаяся, кто его принёс, вызывает Анатолия Ефремовича, после чего выгоняет, так как тот не нашёл в себе мужества признаться в том, что именно он подарил ей цветы. Но зерно упало на благодатную почву, Людмила Прокофьевна даже просит свою секретаршу Верочку проконсультировать её по вопросу современной женской моды и сопутствующим проблемам.
Ольга Петровна продолжает писать Юрию Григорьевичу любовные письма. Самохвалову это порядком надоедает, и он отдаёт эти письма Шуре, чтобы местком рассмотрел поведение Рыжовой. В дело вмешивается Людмила Прокофьевна, которая отбирает у Шуры письма и отчитывает своего заместителя за этот поступок. Шура рассказывает о случившемся всему коллективу, в том числе Анатолию Ефремовичу, который без спроса врывается в кабинет Самохвалова, беседовавшего с Калугиной, и в присутствии Людмилы Прокофьевны даёт ему пощёчину. Самохвалов грозится отомстить за это и уходит, а Калугина, оценившая поступок Новосельцева, приглашает Анатолия Ефремовича к себе домой, в гости.
Воскресный вечер Новосельцев проводит в гостях у Людмилы Прокофьевны. Калугина, несмотря на явную скованность, сумела заставить себя сменить привычный облик и выглядит привлекательно, хотя по-прежнему напряжена, зажата и не уверена в себе. Анатолий Ефремович делает ей предложение руки и сердца, но Людмила Прокофьевна, когда-то перенёсшая предательство ухажёра, не торопится с ответом. Романтический вечер внезапно прерывается очередным звонком сыновей Новосельцева, снова попавших в переделку — на этот раз они спустили кошку в водосточную трубу. Новосельцев и Калугина начинают спешно собираться и в суете целуются.
На следующее утро Людмила Прокофьевна опаздывает на работу — впервые в жизни. Её появление производит эффект разорвавшейся бомбы. Уроки Верочки не пропали даром: вместо хмурой мужеподобной «старухи», «нашей Мымры», в вестибюль «статистического учреждения» входит совершенно очаровательная молодая женщина, миловидная, улыбчивая, элегантная, грациозная, очень женственная и, главное, явно счастливая. «Преображение Калугиной» — сильнейшая сцена фильма, не только блистательная работа режиссёра, гримёра и костюмеров, но и вершина актёрского мастерства Алисы Фрейндлих.
Анатолий Ефремович также преображается: к нему возвращаются уверенность в себе и мужской кураж, у него зажигаются глаза, расправляются плечи и удлиняются брюки. Самохвалов, понимая, что между Новосельцевым и Калугиной — служебный роман, и желая отомстить бывшему другу за нанесённое унижение, сообщает Людмиле Прокофьевне, что все ухаживания Новосельцева были корыстны и движимы желанием повышения в должности. Поражённая Людмила Прокофьевна издаёт приказ о назначении Новосельцева начальником отдела лёгкой промышленности, а затем сообщает об этом пришедшему к ней радостному Анатолию Ефремовичу. Новосельцев, понимая, что всё это старания Самохвалова, оправдывается тем, что, хотя его ухаживания действительно поначалу имели корыстную подоплёку, впоследствии они переросли в искреннее чувство. Он признаётся Людмиле Прокофьевне в любви, но она ему уже не верит. Новосельцев просит у Верочки приказ о своём назначении, рвёт его и пишет заявление об уходе, которое, в свою очередь, рвёт Людмила Прокофьевна. В ответ на это Анатолий Ефремович пишет заявление во второй и в третий раз, где в качестве причины своего ухода называет директора учреждения «самодурой», и после этого обзывает Калугину мымрой. Словесная перепалка переходит в драку. Анатолий Ефремович пытается спастись в служебной машине, куда врывается разъярённая Людмила Прокофьевна, которая успокаивается, попав в объятия Новосельцева.
Финальные титры сообщают, что через девять месяцев у Новосельцевых было уже три мальчика.

## В ролях
- Алиса Фрейндлих — Людмила Прокофьевна Калугина, директор статистического учреждения
- Андрей Мягков — Анатолий Ефремович Новосельцев, старший статистик
- Олег Басилашвили — Юрий Григорьевич Самохвалов[3], заместитель Калугиной / голос мужа Верочки по телефону
- Светлана Немоляева — Ольга Петровна Рыжова, сотрудница статистического учреждения
- Лия Ахеджакова — Верочка, секретарша Калугиной
- Людмила Иванова — Шура, профсоюзная активистка
- Пётр Щербаков — Пётр Иванович Бубликов, начальник отдела общественного питания
- Нелли Пшённая — жена Самохвалова
- Надежда Репина — Алёна, сотрудница статистического учреждения, приятельница Верочки
- Виктор Филиппов — Боровских, начальник отдела местной промышленности
- Александр Фатюшин — сотрудник статистического учреждения
- Георгий Бурков — Жора, завхоз
- Мария Виноградова — член инвентаризационной комиссии
- Олеся Иванова — член инвентаризационной комиссии
- Владимир Плотников — водитель Калугиной
- Александр Денисов — Вова, старший сын Новосельцева
- Георгий Заранко — младший сын Новосельцева
- Ксения Бороздина — сотрудница
- Вера Бурлакова — член инвентаризационной комиссии
- Эльдар Рязанов — пассажир автобуса (в титрах не указан)

## Съёмочная группа
- Авторы сценария: Эмиль Брагинский, Эльдар Рязанов
- Режиссёр-постановщик: Эльдар Рязанов
- Главный оператор: Владимир Нахабцев
- Главные художники-постановщики: Александр Борисов, Сергей Воронков
- Композитор: Андрей Петров

## Музыка
Музыку к фильму написал Андрей Петров. Исполнил Оркестр Госкино СССР под управлением Эмина Хачатуряна. Пародийные куплеты на мотив вальса «На сопках Маньчжурии» (вариант до 1945 г.): «Тихо вокруг, только не спит барсук…» (музыка И. А. Шатрова, слова народные, исполняет Андрей Мягков). Общий тираж составил не менее 236 170 копий.
В 2002 году саундтрек к фильму был переиздан на CD фирмой Bomba Music.
Вся музыка написана Андреем Петровым.
| №                   | Название                          | Текст песни                           | Вокал                           | Длительность |
| ------------------- | --------------------------------- | ------------------------------------- | ------------------------------- | ------------ |
| 1.                  | «Увертюра»                        |                                       | Алиса Фрейндлих                 | 4:05         |
| 2.                  | «Город»                           |                                       | инструментальная                | 2:14         |
| 3.                  | «Танец воспоминаний»              |                                       | инструментальная                | 3:37         |
| 4.                  | «В моей душе покоя нет»           | Роберт Бёрнс, перевод Самуила Маршака | Алиса Фрейндлих                 | 2:17         |
| 5.                  | «Обрываются речи влюблённых»      | Николай Заболоцкий                    | Алиса Фрейндлих                 | 1:47         |
| 6.                  | «Осень»                           |                                       | инструментальная                | 2:04         |
| 7.                  | «Облетают последние маки»         | Николай Заболоцкий                    | Андрей Мягков                   | 3:33         |
| 8.                  | «В моей душе покоя нет (реприза)» | Роберт Бёрнс, перевод Самуила Маршака | Андрей Мягков                   | 3:07         |
| 9.                  | «Утро»                            |                                       | инструментальная                | 2:38         |
| 10.                 | «Нас в набитых трамваях болтает»  | Евгений Евтушенко                     | Андрей Мягков                   | 2:05         |
| 11.                 | «Песенка о погоде»                | Эльдар Рязанов                        | Алиса Фрейндлих                 | 2:54         |
| 12.                 | «Модный танец»                    |                                       | инструментальная                | 2:21         |
| 13.                 | «Дождь»                           |                                       | инструментальная                | 2:50         |
| 14.                 | «Финал»                           | Роберт Бёрнс, перевод Самуила Маршака | Андрей Мягков и Алиса Фрейндлих | 1:45         |
| Общая длительность: | Общая длительность:               | Общая длительность:                   | Общая длительность:             | 35:10        |

## Съёмки
Съёмки фильма начались 5 сентября 1976 года и завершились 20 января 1977 года, в общем заняли 63 рабочих дня. Снимали картину большими эпизодами с трёх камер, что было в новинку для советского кинопроизводства.
Актёры для этого фильма были подобраны очень быстро, поскольку у Эльдара Рязанова оставались своеобразные «резервы» после кинопроб в других его картинах:
- Светлана Немоляева пробовалась на роли Шурочки Азаровой в «Гусарской балладе» и Нади Шевелёвой в фильме «Ирония судьбы, или С лёгким паром!»;
- в числе претендентов на роли в «Иронии судьбы» были также Олег Басилашвили (он был утверждён на роль Ипполита, но во время съёмок у него умер отец) и Алиса Фрейндлих (она пробовалась и на главную роль в «Гусарской балладе», и на роль Алевтины в «Зигзаге удачи»). Единственной исполнительницей главной роли, взятой «со стороны», стала Людмила Иванова (на роль Шуры пробовались также Римма Маркова и Нина Агапова).

С «Иронией судьбы» связано также появление в «Служебном романе» Андрея Мягкова и Лии Ахеджаковой. По словам Эльдара Рязанова, Мягкову специально налепили усики и очки в грубой оправе, чтобы в начале фильма он производил слегка утрированное впечатление «канцелярской крысы» и безынициативного недотёпы. Сделать это было довольно непросто, так как за два года до этого актёр прославился на всю страну в роли лиричного романтика Жени Лукашина из «Иронии судьбы», но режиссёр старался как можно дальше увести образ его нынешнего персонажа от предыдущего.
Чтобы не превращать фильм в телевизионный спектакль с действием исключительно в помещениях (как, например, следующий фильм Рязанова «Гараж»), Рязанов решил «разбавлять» сцены внутри зданий видами бурлящей пешеходами и автомобилями Москвы, а также её пейзажами. Снег на деревьях с ещё зелёной листвой, запечатлённый в фильме, выпал в Москве 25 сентября 1976 года. Первоначально в фильме не планировалось подобной сцены, но режиссёр решил не упускать этот каприз природы и удлинил фильм на 3,5 минуты.
Действие фильма происходит практически всё время в одном здании статистического учреждения. Три части этого здания на самом деле снимались в разных местах Москвы:
- Вход в учреждение и его фасад — это вход в бывший доходный дом Хомякова по адресу: улица Петровка, дом 3/6. Там находятся нынешнее Федеральное агентство морского и речного транспорта и ресторан «Большой».
- Все внутренние помещения (включая кабинеты Калугиной и Самохвалова, а также рабочий зал учреждения) были сооружены в павильонах «Мосфильма».
- Крыша с растениями — это крыша дома Нирнзее, находящегося по адресу: Большой Гнездниковский переулок, дом 10.

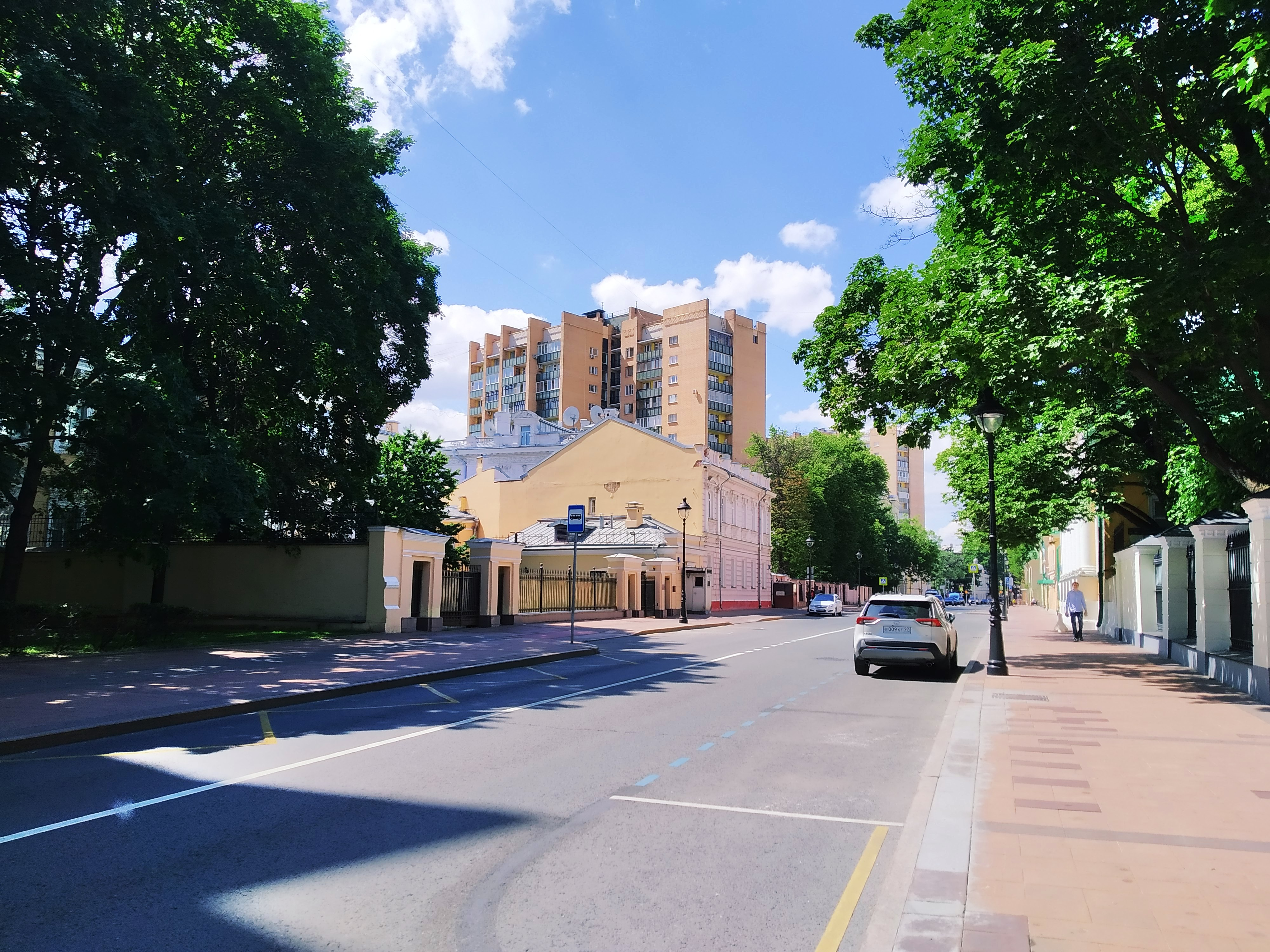
Дом Калугиной (на заднем плане)

Герои живут в разных местах Москвы и Подмосковья, чтобы можно было проследить маршрут каждого из дома на работу, а также подчеркнуть их социальный статус:
- Людмила Калугина — в «элитном» доме по адресу Большая Никитская улица, дом 43[9] (фасад дома выходит на Скатертный переулок);
- Юрий Самохвалов — на улице Горького, в доме по соседству с Центральным телеграфом (центр Москвы).

Рядовые сотрудники живут в спальных районах:
- Новосельцев — в переулке Чернышевского, это центр, Тверской район;
- секретарша Верочка — на Чертановской улице;
- Рыжова — в Подмосковье, на Ярославском направлении[10]. Когда Ольга Рыжова впервые встречается с Самохваловым, она говорит, что живёт в отдельной квартире «за городом, но недалеко от станции». При этом в качестве подмосковной станции снята «Лосиноостровская» (находящаяся в черте Москвы).

Благодаря многочисленным актёрским экспромтам было отснято намного больше материала, чем вошло в окончательный вариант фильма (почти на 3 серии). Например, из фильма был вырезан эпизод, в котором Шурочка (после появления «ожившего» Бубликова), несётся по коридорам статистического учреждения с криком:
Я не виновата! Умер однофамилец, а позвонили нам!
Разгневанный Бубликов идёт на неё с кулаками. Наконец Шура набирается смелости, выходит ему навстречу и восклицает:
Да здравствует живой товарищ Бубликов!
Все аплодируют, а Бубликов в изумлении говорит:
Товарищи, спасибо за всё!
Сцена обращения Новосельцева к Калугиной с «рационализаторским предложением» также была спонтанной актёрской импровизацией.
В первоначальном сценарии муж Верочки был одним из основных героев фильма, тоже сотрудником «статистического учреждения». По замыслу сценаристов, он постоянно выяснял отношения с женой. Его роль исполнил Александр Фатюшин (пробовался Михаил Светин). С ним было отснято много материала, например, как они спорили о том, рожать ли им ребёнка, или как они уезжали после работы на мотороллере. Но из-за травмы глаза Фатюшин не смог сниматься. В итоге этот персонаж был вообще практически удалён из фильма — он только разговаривал с Верочкой по телефону, но даже озвучивал «голос в трубке» Олег Басилашвили. Сам Фатюшин появляется в фильме эпизодически:
- на пару секунд, сразу после титров, когда Новосельцев пытается занять 20 рублей у Ольги;
- в сцене всеобщего изумления, когда в вестибюле учреждения появляется «передумавший» умирать Бубликов;
- в сцене умиления сотрудников учреждения новым обликом влюблённой Калугиной[12].

Бронзовый Пегас, которого переносит Новосельцев, ранее был задействован в фильмах «Секретная миссия» (1950) Михаила Ромма, «Алые паруса» (1961) Александра Птушко, «Пакет» (1965) Владимира Назарова, «Операция „Трест“» (1967) Сергея Колосова, «Бриллиантовая рука» (1968) Леонида Гайдая и в 11-й серии телефильма Татьяны Лиозновой «Семнадцать мгновений весны» (1973). Впоследствии крылатый конь промелькнет в фильмах «Мой ласковый и нежный зверь» (1978) Эмиля Лотяну и «Ширли-мырли» (1995) Владимира Меньшова. Автором тяжеловесной статуэтки, именуемой «Персей и Пегас», является французский скульптор Эмиль-Луи Пико.
На рабочем месте Бубликова можно заметить другой знаменитый мосфильмовский реквизит — скульптуру «Одалиска (Суламитида)», более известную как «Прасковья Тулупова» или «Галатея». До «Служебного романа» работа итальянского скульптора Паскуале Романелли отметилась в фильме «Бег» (1970) Александра Алова и Владимира Наумова, затем украшала баню в комедии Наума Ардашникова и Олега Ефремова «Старый Новый год» (1980), но наибольшую известность «Одалиске» принесла «ключевая роль» в фильме Марка Захарова «Формула любви» (1984).
Слова песни «У природы нет плохой погоды» были написаны самим режиссёром и соавтором сценария, Эльдаром Рязановым (по его воспоминаниям, он тогда перебрал множество стихов известных поэтов, но не нашёл ничего подходящего). Он передал их композитору фильма, Андрею Петрову под видом стихотворения английского поэта Уильяма Блейка, чтобы не смущать его. Тот не почувствовал «подлога», но когда узнал истинное авторство, то впоследствии во многих стихах знаменитых поэтов, предлагавшихся Рязановым при дальнейшем сотрудничестве, постоянно подозревал стихи самого Рязанова. Песня стала лауреатом фестиваля «Песня-78». В концерте она звучит в исполнении Людмилы Сенчиной, так как Алиса Фрейндлих не смогла принять участие в съёмках из-за плотной занятости в спектаклях театра Ленсовета.
Во время съёмок фильма «Ирония судьбы, или С лёгким паром!» Андрей Мягков выражал недовольство по поводу того, что Эльдар Рязанов «не разрешил» ему исполнять песни и, в результате, за него пел Сергей Никитин; но в «Служебном романе» Мягков исполнил вокальные партии уже самостоятельно.
В начале первой серии (1:44) среди табличек с названиями организаций можно разглядеть «НИИ ЧЕГО» при КЛООПЕ, что является отсылкой к НИИЧАВО из повести «Понедельник начинается в субботу» братьев Стругацких и «КЛООПу» — фельетону Ильфа и Петрова, высмеивавшему неизвестно чем занимающиеся советские учреждения. Имеются также «Главкость», «Специзолятор при МЗСТУФХЦ», «Главбурение» (возможная аллюзия на «Контору глубокого бурения») и «Главрыба „Мосрыбстрой“» («Собачье сердце» Булгакова).

## Награды
- 1978 — Лучший фильм года, Алиса Фрейндлих и Андрей Мягков — лучшие актёры года (по опросу журнала «Советский экран»)[13]
- 1979 — Государственная премия РСФСР имени братьев Васильевых:
  - соавтору сценария, Эмилю Брагинскому, соавтору сценария и режиссёру, Эльдару Рязанову и оператору, Владимиру Нахабцеву
  - актёрам Андрею Мягкову, Олегу Басилашвили и Лии Ахеджаковой[2]. Поскольку, по действовавшему Положению, Государственная премия РСФСР могла быть вручена только один раз, в списке лауреатов 1979 года не оказалось Алисы Фрейндлих, тремя годами ранее уже удостоенной премии имени К. С. Станиславского за свои театральные работы.